# 13667 Samthurman
13667 Samthurman este un asteroid din centura principală de asteroizi.

## Descriere
13667 Samthurman este un asteroid din centura principală de asteroizi. A fost descoperit pe 5 aprilie 1997 la Haleakala în cadrul programului NEAT. Asteroidul prezintă o orbită caracterizată de o semiaxă mare de 2,37 ua, o excentricitate de 0,18 și o înclinație de 2,3° în raport cu ecliptica.